# Stylogyne dusenii
Stylogyne dusenii är en viveväxtart som beskrevs av Ricketson och Pipoly. Stylogyne dusenii ingår i släktet Stylogyne och familjen viveväxter. Inga underarter finns listade i Catalogue of Life.